# کیم یونگ ده
کیم یونگ ده (کره‌ای: 김영대؛ زادهٔ ۲ مارس ۱۹۹۶) بازیگر اهل کره جنوبی است. او بیشتر به خاطر ایفای نقش در درام دبیرستانی تو فوق‌العاده‌ای (۲۰۱۹) در شبکه ام‌بی‌سی شناخته می‌شود. او در مجموعه‌های تلویزیونی پنت‌هاوس: جنگ در زندگی (۲۰۲۰) در شبکه اس‌بی‌اس و اگه می‌تونی خیانت کن (۲۰۲۰) در شبکه کی‌بی‌اس۲ حضور پیدا کرده است. کیم یونگ ده نخستین نقش اصلی خود را در مجموعه تلویزیونی ستاره‌های دنباله‌دار (۲۰۲۲) در شبکه تی‌وی‌ان ایفا کرد و سپس در ازدواج ممنوع (۲۰۲۲–۲۰۲۳) بازی کرد.

## فیلم‌شناسی

### مجموعه تلویزیونی
| سال       | عنوان                            | نقش                             | توضیحات                      | منابع  |
| --------- | -------------------------------- | ------------------------------- | ---------------------------- | ------ |
| ۲۰۱۸      | درام ویژه – تاریخ انقضای من و تو | کیم مین شیک                     | درام تک قسمتی                | [ ۲ ]  |
| ۲۰۱۹      | آیتم                             | کیم سونگ کیو / گانگ گون (جوانی) | حضور افتخاری                 | [ ۳ ]  |
| ۲۰۱۹      | خنده در وایکیکی ۲                | پرتاب‌کننده تازه‌کار              | حضور افتخاری (قسمت ۲)        |        |
| ۲۰۱۹      | تو فوق‌العاده‌ای                   | اوه نام جو                      |                              | [ ۴ ]  |
| ۲۰۲۰      | وقتی هوا خوبه                    | اوه یونگ وو                     | حضور افتخاری (قسمت ۵، ۶، ۱۶) | [ ۵ ]  |
| ۲۰۲۰–۲۰۲۱ | اگه می‌تونی خیانت کن              | چا سو هو                        |                              | [ ۶ ]  |
| ۲۰۲۰–۲۰۲۱ | پنت‌هاوس: جنگ در زندگی            | جو سوک هون                      | فصل ۱–۳                      | [ ۷ ]  |
| ۲۰۲۱      | زیبایی حقیقی                     | اوه نام جو                      | حضور افتخاری (قسمت ۱۵)       | [ ۸ ]  |
| ۲۰۲۱      | مخفی                             | کیم ته یول                      | حضور افتخاری (قسمت ۲)        | [ ۹ ]  |
| ۲۰۲۲      | ستاره‌های دنباله‌دار               | گونگ ته سونگ                    |                              | [ ۱۰ ] |
| ۲۰۲۲–۲۰۲۳ | ازدواج ممنوع                     | لی هون                          |                              | [ ۱۱ ] |
| ۲۰۲۳      | ماه در روز                       | هان جون اوه / دو ها             |                              | [ ۱۲ ] |
| ۲۰۲۴      | بدون سود بدون عشق                | کیم جی ووک                      |                              | [ ۱۳ ] |
| ۲۰۲۴      | خانواده عالی                     | پارک کیونگ هو                   |                              | [ ۱۴ ] |
| ۲۰۲۵      | اکس عزیز                         | یون جون سو                      |                              | [ ۱۵ ] |